# Chrysocharis elongata
Chrysocharis elongata är en stekelart som först beskrevs av Thomson 1878.  Chrysocharis elongata ingår i släktet Chrysocharis och familjen finglanssteklar. Arten är reproducerande i Sverige. Inga underarter finns listade i Catalogue of Life.